# Liste des torpilleurs français
Cette liste présente les différentes classes de torpilleurs ayant été en service dans la Marine française.

## Croiseur-torpilleurs
- Classe Condor, 4 unités, 1885-1920
- Classe Wattignies, 2 unités, 1893-1922

## Aviso-torpilleurs
- Classe Bombe, 8 unités (1885-1886)
- Classe Lévrier, 2 unités (1891)
- Classe D'Iberville, 3 unités (1894-1895)
- Classe Dunois, 2 unités (1897-1898)

## Torpilleurs numérotés
Les torpilleurs numérotés sont des petits navires correspondants aux idées de la Jeune École, et capables, selon cette doctrine, de lutter efficacement contre une marine qui entreprendrait un blocus maritime des côtes françaises comme pendant la Révolution et l'Empire. 369 d'entre eux furent construits, entre 1876 et 1904.
Ils sont aussi appelés torpilleurs « de défense des côtes » ou « de défense mobile ».
- Torpilleurs 1876
- Torpilleurs Thornycroft 1877
- Torpilleurs type 27 m Normand

## Dommages de guerre
Il s'agit de navires attribués à la France après le premier conflit mondial. Les navires proviennent de la marine allemande et de la marine austro-hongroise. Ils reçurent les noms de marins morts au combat.
Note : ces torpilleurs sont parfois désignés comme contre-torpilleurs
- Pierre Durand
- Matelot Leblanc
- Buino
- Amiral Sénès
- Classe Chastang
- Classe Rageot de la Touche

## Torpilleurs de haute mer
À compter de 1884, des torpilleurs de plus grande taille sont construits. Mais leur faible rayon d'action et leur taille toujours insuffisante les feront rapidement déclasser. Sept séries seront construites.
- Classe Balny, 1884, 9 unités[2]
- Classe Coureur, 1887, 3 unités[2]
- Classe Alarme et Classe Audacieux,1888, 5 et 7 unités[2]
- Classe Dragon, 1890, 5 unités[2]
- Classe Chevalier, 1891, 5 unités[2]
- Classe Argonaute, 1892, 5 unités[2]
- Classe Aquilon, 1893, 12 unités[2]

## Torpilleurs d'escadre
À l'orée du XXe siècle, apparaissent les torpilleurs d'escadre.
- Classe Spahi, 1906, 13 unités
- Classe Bouclier, 1908, 21 unités
- Classe Aventurier, 1914, 4 unités
- Classe Arabe, 1917, 12 unités[note 1]

Entre les deux guerres, les classes suivantes sont construites.
- Classe Bourrasque, 1923, 12 unités
- Classe L'Adroit, 1925, 14 unités
- Classe Hardi, 1936, 12 unités[note 2]
- Classe Le Fier, 1940 14 unités. Mais aucune n'a été achevée.

Bien que prévus comme escorteurs, les navires suivants reçoivent l'appellation « torpilleurs légers » dès leur mise en service.
- Classe La Melpomène, 1933, 12 unités

En 1946, la France reçut 5 torpilleurs allemands et 4 italiens deux ans plus tard. Seuls 2 sont réarmés.
- L'Alsacien
- Le Lorrain